# Молодівська сільська рада (Іванівський район)
Молодівська сільська́ ра́да (біл. Моладаўскі сельсавет) — адміністративно-територіальна одиниця у складі Іванівського району Берестейської області Білорусі. Адміністративний центр — село Молодово.

## Історія
26 червня 2013 року до складу Молодівської сільської ради увійшли територія та населені пункти ліквідованої Достоївської сільської ради.

## Склад
Населені пункти, що підпорядковувалися сільській раді станом на 2009 рік:
| Населений пункт    | Тип  | Населення, осіб (2009) |
| ------------------ | ---- | ---------------------- |
| Буса               | село | 154                    |
| Вили               | село | 27                     |
| Вулька-Достоївська | село | 73                     |
| Достоєве           | село | 555                    |
| Заруддя            | село | 52                     |
| Застружжя          | село | 236                    |
| Каролин            | село | 59                     |
| Красіївка          | село | 204                    |
| Кротове            | село | 126                    |
| Лисуха             | село | 8                      |
| Молодово           | село | 799                    |
| Новосілки          | село | 8                      |
| Отовчиці           | село | 14                     |
| Осовниця           | село | 228                    |
| Піщанка            | село | 60                     |
| Полкотичі          | село | 210                    |

## Населення
За переписом населення Білорусі 2009 року чисельність населення сільської ради становила 1241 особа.

### Національність
Розподіл населення за рідною національністю за даними перепису 2009 року:
| Національність            | Осіб | Відсоток |
| ------------------------- | ---- | -------- |
| білоруси                  | 1203 | 96,94 %  |
| українці                  | 19   | 1,53 %   |
| росіяни                   | 13   | 1,05 %   |
| поляки                    | 3    | 0,24 %   |
| національність не вказана | 3    | 0,24 %   |
| Разом                     | 1241 | 100 %    |